# Luis Mayoral
Luis Mayoral Grande (Madrid, 10 agosto 1947) è un ex calciatore spagnolo, di ruolo centrocampista.

## Carriera
Formatosi con i francesi del Grenoble e con gli spagnoli dell'Atlético Madrid, nel 1967 si trasferisce negli Stati Uniti d'America per giocare nel Baltimore Bays, con cui dopo aver vinto la Eastern Division della NPSL, raggiungendo la finale della competizione, poi persa contro gli Oakland Clippers.
La stagione seguente, la prima della NASL, passa al Boston Beacons. Con il Beacons chiude al quinto ed ultimo posto della Atlantic Division, piazzamento inutile per la qualificazione alla fase finale del torneo.
Nel 1970 è in forza all'Elche, con cui retrocede in cadetteria al termine della Primera División 1970-1971.
Nel 1972 passa al Pontevedra con cui gioca due stagioni in cadetteria, retrocedendo in terza serie al termine della Segunda División 1972-1973.
Nel 1975 passa all'Albacete.